# Equipment Engineering
Der Begriff Equipment Engineering steht für einen neuen Berufszweig im Umfeld hochkomplexer Maschinenparks und Fertigungslinien.
Der Equipment Engineer arbeitet an der Schnittstelle zwischen den Bereichen der
Produktionstechnik, der Instandhaltung und der Prozesstechnik. 
Die Aufgabe des Equipment Engineers sind die Entwicklung und Betreuung des gesamten Lebenszyklus des Equipments einschließlich der dazugehörigen Fertigungsprozesse in den Bereichen Planung, Implementierung und
Optimierung in einer Produktion.
Equipment Engineering verbindet demgemäß Schwerpunktbereiche aus den Gebieten der Mechatronik, der Prozesstechnik, des Anlagenbaus, der Automatisierungstechnik und der Informationstechnologie.